# Brian Peckham
J. Brian Peckham (Montréal, 28 gennaio 1934 – Toronto, 19 ottobre 2008) è stato un orientalista canadese.

## Biografia
Peckham è stato professore di Civiltà del Vicino e Medio Oriente al Regis College della Toronto School of Theology e del Centre for the Study of Religion dell'Università di Toronto. Nel 1972 ha pubblicato una edizione della Stele di Nora che ha avuto un significativo impatto nell'interpretazione accademica dell'iscrizione. Nel 1993, Peckham ha pubblicato History and Prophecy: The Development of Late Judean Literary Traditions, opera nella quale egli sostiene che la Bibbia sia stata creata fin dall'inizio come opera letteraria, e che il testo biblico dovesse essere letto e recitato a voce alta.